# Rotkreuzplatz (metrostation)
Rotkreuzplatz is een metrostation in de wijk Neuhausen van de Duitse stad München. Het station werd geopend op 8 mei 1983 en wordt bediend door de lijnen U1 en U7 van de metro van München.